# Cerkiew Zaśnięcia Przenajświętszej Bogurodzicy w Wólce Kraśniczyńskiej
Cerkiew pod wezwaniem Zaśnięcia Przenajświętszej Bogurodzicy – prawosławna cerkiew filialna w Wólce Kraśniczyńskiej. Należy do parafii Opieki Matki Bożej w Bończy, w dekanacie Zamość diecezji lubelsko-chełmskiej Polskiego Autokefalicznego Kościoła Prawosławnego.
Cerkiew znajduje się na cmentarzu prawosławnym. Świątynia murowana, wzniesiona w 2006 r. Poświęcona 15 sierpnia 2007 r. przez arcybiskupa lubelskiego i chełmskiego Abla.
W 2015 r. cerkiew była remontowana (wymieniono okna, odmalowano ściany, naprawiono schody).